# Ігнатишин Михайло Павлович
Миха́йло Па́влович Ігнати́шин — полковник Збройних сил України, 128-ма бригада . Повний кавалер ордена «За мужність».

## Нагороди
- 21 жовтня 2014 року — за особисту мужність і героїзм, виявлені у захисті державного суверенітету та територіальної цілісності України, вірність військовій присязі під час російсько-української війни, відзначений — нагороджений орденом «За мужність» III ступеня[2];
- 25 грудня 2015 року — за особисту мужність і героїзм, виявлені у захисті державного суверенітету та територіальної цілісності України, вірність військовій присязі під час російсько-української війни, відзначений — орденом «За мужність» II ступеня[3];
- 7 квітня 2022 року — за особисту мужність і самовіддані дії, виявлені у захисті державного суверенітету та територіальної цілісності України, вірність військовій присязі нагороджений орденом «За мужність» I ступеня;
- 23 лютого 2024 — за особисту мужність, виявлену у захисті державного суверенітету та територіальної цілісності України, самовіддане виконання військового обов’язку нагороджений орденом Богдана Хмельницького ІІІ ступеня[4].